# قلعة الصعيدي
قلعة الصعيدي، أو قلعة جبل الصعيدي أحد القلاع التي تقع في القريات شمال المملكة العربية السعودية.

## الوصف
قلعة جبل الصعيدي تقع في قرية كاف، وهي عبارة عن أساسات لبيوت حجرية في أعلى قمة الجبل. لا توجد بحوث علمية تفيد بمعلومات عن الموقع لكن أقرب تصور لها أن تكون ضمن آثار الأنباط وذلك لاستخدام الصخور البازلتية السوداء في طريقة البناء والتي تشابه المواد وطريقة البناء المستخدمة في قصر أثره النبطي خصوصاً في البوابة الرئيسة للقلعة التي يوجد بها العديد من الأبراج الموزعة على امتداد السور المحيط بقمة الجبل.
بالإضافة إلى بقايا عدد من الغرف المهدمة وتحتوي القلعة أيضاً على خزانين للمياه مطويين بالحجارة البازلتية وهناك في الجهة الشرقية من الجبل طريق من الأسفل إلى قمة الجبل بشكل متعرج يسهل عملية وصول العربات التي تجرها الخيول والبغال لنقل المؤن والماء وقد عمدت وزارة المعارف ممثلة بوكالة الآثار والمتاحف إلى تسوير موقع القلعة لتأمين الحماية اللازمة له.
القلعة متهدمة جزئياً تقع ضمن نطاق قرية كاف بجوار قصر كاف، ارتفاع جدرانها نحو خمسة أمتار، ومبنية من الحجارة البازلتية السوداء فوق قمة جبل شمال قرية كاف، يحيط بها سور يضم قمة الجبل بأكملها، وبه أربعة أبراج في أركانه وفيها غرف كانت تستخدم للسكن والمراقبة بالإضافة إلى خزانات للمياه، ويمكن الوصول إلى القلعة عبر طريق متعرج طوله نحو 1200 متر من قاعدة الجبل حتى بوابة القلعة، ويصلح للعربات. ويرجع تاريخ إنشائها إلى الفترة النبطية، واستخدمت في الفترة الإسلامية لحماية طريق الحجاج المار بالمنطقة حتى بداية الحكم السعودي.، أما مدخل القلعة يفع في منتصف ضلعها الشرقي، حيث صُنعت البوابة من الحجر البازلتي، وقد روعي فيها العمارة الجميلة من حيث مشابهتها لقصر إثرا النبطي في طريقة قص الأحجار وتشذيبها وبنائها، واستخدام الأعتاب العلوية المكونة من قطعة واحدة حجرية، ويوجد ببوابة القلعة الخارجية برجان مربعان يتقدمان خط السور، ويحصر بينهما درج يصعد لباب القلعة، وينتهي باب القلعة بدهليز عن مستوى سطح الأرض، ويوجد على جانبيه مجموعة من الحجرات التي أُستخدمت مقراً لحراس المدخل، وقد تُرك فناء القلعة على هيئته بمافيه من تكوينات صخرية وارتفاعات وانخفاضات، وبداخل الفناء بقايا جدران وأساسات لمجموعة من الحجرات المتفرقة.

## آثار القلعة
- بقايا أساسات مبنى مستطيل الشكل أبعاده 11×6م
- قطع من الفخار النبطي
- صهريج ماء مجوف في صخر الجبل كان يُستخدم لتجميع مياه الأمطار الساقطة على قمة الجبل
- في الجهة الشمالية من فناء القلعة تم العثور على بركة ماء محفورة في صخر الجبل، وتتكون من الحجر البازلتي والجص
- على سطح الفناء مجموعة من القطع الفخارية المتنوعة من الفخار النبطي والعثماني المتأخر، كما عُثر في فناء القلعة على كسر فخارية نُسبت للعصر الحديدي(الألف الأول قبل الميلاد).[4]

## انظر ايضاً
- القريات

## وصلات خارجية
- «قلعة الصعيدي» في القريات إرث يعود للفترة النبطية.